# Dejan Kulusevski
Dejan Kulusevski   (Estocolm, 25 d'abril de 2000) és un futbolista suec d'origen macedoni que juga en la demarcació de migcampista per la Juventus FC de la Sèrie A d'Itàlia. Des de 2019 és internacional amb la selecció de Suècia.

## Biografia
Després de començar a formar-se com a futbolista en les categories inferiors del IF Brommapojkarna, finalment en 2016 va marxar a la disciplina de l'Atalanta BC, on va jugar altres tres anys en les files inferiors del club. No va ser fins al 20 de gener de 2019 que va debutar amb el primer equip, fent-ho a la Sèrie A contra el Frosinone Calcio després de substituir Marten de Roon en el minut 71. El 18 de juliol de 2019 va ser cedit una temporada al Parma Calcio 1913. El 2 de gener de 2020 la Juventus de Torí va fer oficial el seu fitxatge fins al 30 de juny de 2024, a canvi de 35 milions d'euros més 9 en variables, encara que continuaria cedit a Parma fins al juny de 2020.

## Internacional
Internacional en categories inferiors amb Macedònia i Suècia, el 18 de novembre de 2019 va debutar amb la selecció absoluta de Suècia en el partit de classificació per l'Eurocopa 2020 que els suecs van vèncer per 3-0 a Illes Fèroe.

## Palmarès
Juventus FC
- Copa italiana: 2020-21
- Supercopa italiana: 2020

Tottenham Hotspur
- Lliga Europa de la UEFA: 2024–25[5]